# Centreville (Michigan)
Pour les articles homonymes, voir Centreville.
Centreville est un village situé dans l’État américain du Michigan. Elle est le siège du comté de Saint-Joseph. Selon le recensement de 2000, sa population est de 1 579 habitants.